# Ubrique
Ubrique er en by og kommune i det sydlige Spanien i provinsen Cádiz. Den har et indbyggertal på 16.439 (2024) indbyggere.